# Дворец Готтесауэ
Дворец Готтесауэ (нем. Schloss Gottesaue) — дворец в стиле ренессанс в районе Остштадт города Карлсруэ. На сегодняшний день в нём располагается Высшая школа музыки Карлсруэ.

## История
В 1094 году на месте нынешнего дворца на средства графа Бертольда Хоэнбергского был основан бенедиктинский монастырь Готтесауэ. В 1525 году он был разграблен и пострадал от пожара. В 1588—1597 годах по инициативе маркграфа Эрнста Фридриха Баден-Дурлахского был построен дворец в стиле ренессанс. В 1689 году, в ходе войны Аугсбургской лиги, дворец пострадал от пожара и был лишь отчасти отреставрирован. После ещё одного пожара в 1735 году он был заново отстроен в 1743 году. С 1818 года в нём располагались казармы, позже полицейское училище. При авианалёте в 1944 году в дворец попала бомба. Восстановление в стиле XVI века началось лишь в 1982 году. В 1989 году во дворец въехала Высшая школа музыки Карлсруэ. Впоследствии под её нужды были переоборудованы и близлежащие постройки.